# Jan Młodożeniec

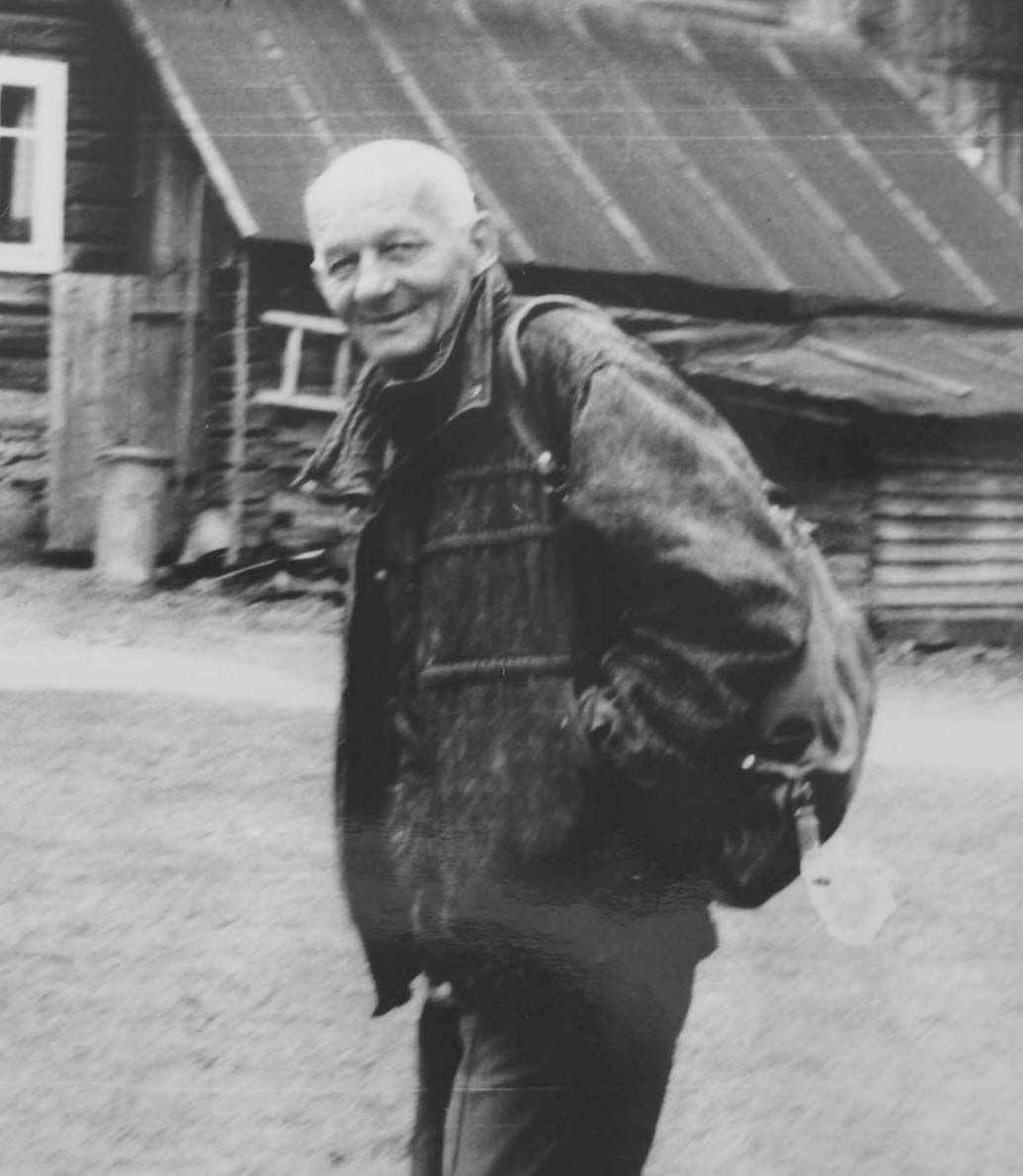
Jan Młodożeniec, Zakopane im Jahr 1989

Jan Młodożeniec (* 8. November 1929 in Warschau; † 12. Dezember 2000 ebenda) war ein polnischer Plakatkünstler, Buchillustrator und Maler. Er gehörte zu den Gründern und herausragenden Vertretern der Polnischen Schule der Plakatkunst.

## Leben
Der Sohn des Schriftstellers Stanisław Młodożeniec studierte von 1948 bis 1955 die Fächer Grafik und Plakat an der damaligen Hochschule für Bildende Künste in Warschau im Atelier von Henryk Tomaszewski, von dem er auch sein Diplom erhielt.
Als Grafikdesigner war er für verschiedene Buch- und Zeitschriftenverlage sowie Filmverleiher und Theater tätig: Centrala Wynajmu Filmów, Polfilm, Biuro Wydawniczy „Ruch“, WAG, KAW, Czytelnik, Iskry, PIW, WAiF, „Nowa Kultura“, „Współczesność“, „Ekran“, „Film“, „Miesięcznik Literacki“, „Polska“ und „Szpilki“.
Młodożeniec war Preisträger des Ministers für Kultur und Kunst im Jahr 1969. Er war Gewinner zahlreicher Preise und Auszeichnungen – so auf der polnischen Plakatbiennale in Kattowitz in den Jahren 1971 („Visitez la Pologne“, Silbermedaille), 1977 („III Symfonia Baird“, Bronzemedaille), 1981 („Jajo węża“, Goldmedaille) und 1985 („Polska klasyka w plakacie“, Ehrenmedaille). Ausgezeichnet wurde er auch bei der 8. Internationalen Plakatbiennale in Warschau 1980 (Goldmedaille für „Cepeliada '78“) und auf der Posterbiennale in Lahti (Finnland) im Jahr 1983 (1. Preis). Er erhielt eine Silbermedaille bei der Internationale Buchkunst-Ausstellung in Leipzig (Teilnahme 1965 und 1985). Mehrfach gewann Młodożeniec auch den regionalen Wettbewerb „Najlepszy plakat Warszawy“.

## Werk
Während seines Studiums arbeitete Młodożeniec als Werbegrafiker für Verlage. Später entwickelte sich die Plakatkunst zu seinem wichtigsten Tätigkeitsfeld, in dem er großes Ansehen erlangte. Bekannt wurde er mit seinen Plakaten zu Filmen („Es war einmal in Amerika“, „Der Pate“, „Der große Gatsby“ u. a.), zu Theaterstücken (Tschechow, Fredro, Wyspiański) und zur Markenwerbung.
Młodożeniec bezeichnete seine Werke als „Persönlichkeitsplakate“ (Plakat osobowości). Schrift und Typografie sind dabei von wesentlicher Bedeutung. Die Verwendung verschiedener Schriftarten und schlichter Buchstabenverzierungen schaffen durchbrochene Wortformen mit einem lyrischen Ausdruck. Auch Farben waren für Młodożeniec wichtig. Seine Plakate sind sehr farbenfroh und farblich aufeinander abgestimmt. Außerdem verwendete er kräftige schwarze Linien, die die jeweiligen Farbfelder förmlich umschließen und so voneinander abgrenzen. Sein Zeichenstil wirkt leicht kindlich und transportiert so einen humoristischen, volkstümlichen und etwas naiven Ansatz.

„Ich habe in den letzten Jahren viel gemalt. Ich versuche bewusst, lächelnde, fröhliche Dinge zu malen, bei denen die Farbe im Vordergrund steht, und die Tatsache, dass es sich dabei um Fische, Vögel, Schmetterlinge, Knöpfe, Kleinigkeiten und Lobreden zu Ehren der Kunst handelt, ist meine Sache. Ich träume von ungegenständlichen Gemälden. Nur die Farbe. Es ist gut, jede Farbe in der geeigneten Umgebung zu haben.“

Fünf Werke sind in den Sammlungen des Museum of Modern Art (New York City) enthalten, darunter die auch dort in Ausstellungen gezeigten Plakate „Cyrk“, „Pan Twardowski“ und „Cepelia“. Weitere Werke befinden sich in den Sammlungen des Stedelijk Museums in Amsterdam, der Kunstbibliothek in Berlin sowie der Pariser Bibliothèque Forney und des Musée des Arts décoratifs.